# Ophthalmis dimidiata
Ophthalmis dimidiata là một loài bướm đêm trong họ Noctuidae.